# Hatáskeresztmetszet
A hatáskeresztmetszet elsősorban a részecskefizikában és a magfizikában használatos fizikai mennyiség. Szemléletes definíció szerint a hatáskeresztmetszet az az ütközésre merőleges kiterjedési síkon elfoglalt terület, amelyet az ütköző részecskék (makroszkopikus testek, atomok, molekulák, elemi részecskék), kölcsönhatási erőközpontok (pl. két részecske tömegközéppontja), ill. egyéb kölcsönhatási entitások egymásnak célfelületként nyújtanak az ütközési kölcsönhatás szempontjából, mintha klasszikus kiterjedt részecskék lennének.

## Mértékegysége
Jele: σ; mértékegysége: m², ill. atomfizikában barn. Átszámítás: 1 barn=10-28 m².

## Klasszikus fizika

A differenciális hatáskeresztmetszet

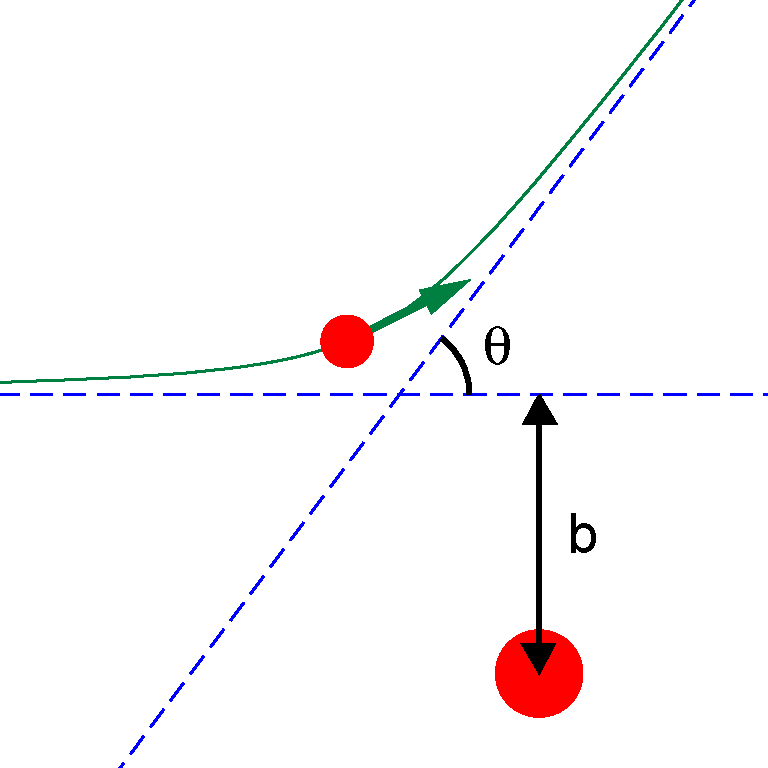
Az ütközési paraméter

A kölcsönös erőtérben történő rugalmas kétrészecske-szórás a kéttestprobléma megnyilvánulása, amelyet vissza lehet vezetni egyetlen részecskének egy {\displaystyle V(r)} centrális erőtérben való mozgására, ahol az erőcentrum a két részecske tömegközéppontja. A fizikai alkalmazásokban azonban az égimechanikától eltérően általában nem egyetlen kétrészecske-szórást vizsgálunk, hanem egy részecskenyaláb eltérülését vizsgáljuk az erőtérben. Ez a nyaláb a végtelenből érkezik {\displaystyle v_{\infty }} sebességgel úgy, hogy a nyalábra merőlegesen egységnyi felületen és egységnyi idő alatt {\displaystyle j_{0}} részecske halad át, amit a bejövő részecskék fluxussűrűségének nevezünk. Mindegyik részecske a szóródás következtében a kölcsönhatás után más-más {\displaystyle \theta } szöggel eltérülve távozik a végtelenbe. {\displaystyle \theta =0} a nem eltérülést, {\displaystyle \theta =\pi } pedig a teljes visszaszóródást jelenti. Vezessük be a {\displaystyle d\sigma } differenciális hatáskeresztmetszetet a következő módon: 
{\displaystyle d\sigma ={\frac {dn}{j_{0}}}}
ahol {\displaystyle dn} a {\displaystyle \theta } és {\displaystyle \theta +d\theta } közötti szöggel eltérülő részecskék számát jelenti egységnyi idő alatt a {\displaystyle d\Omega =2\pi \sin \theta d\theta } térszögbe. Az eltérülés {\displaystyle \theta } szögét egyértelműen meghatározza a beeső részecske ütközési paramétere, az a {\displaystyle b(\theta )} távolság amelyre az erőcentrumtól elhaladna a részecske, amennyiben nem lenne kölcsönhatás és ezért egyenesen haladna tovább. Feltesszük, hogy {\displaystyle \theta } és {\displaystyle b} között egyértelmű a kapcsolat, ezért {\displaystyle \theta } és {\displaystyle \theta +d\theta } közé azok a részecskék szóródnak, amelyek {\displaystyle b} és {\displaystyle b+db} között érkeznek. Ez egy olyan körgyűrű, amelynek területe {\displaystyle 2\pi bdb}, az ezen keresztül időegységenként érkező részecskék száma pedig {\displaystyle dn=2\pi bdbj_{0}} és így a hatáskeresztmetszetre a 
{\displaystyle d\sigma =2\pi bdb\,\!}
kifejezés, a körgyűrű területe adódik. Ennek integrálja a {\displaystyle \sigma } teljes hatáskeresztmetszet. Ebből az alakból látszik, hogy klasszikus gömbszimmetrikus gázmolekulák ütközése esetén {\displaystyle \sigma =\pi (r_{1}+r_{2})^{2}}, ahol r1 és r2 a molekulák sugara. Ekkor ugyanis az ütközési paramétert 0 és r1 + r2 között kell integrálni, mert nagyobb ütközési paraméter esetén nincs kölcsönhatás. A hatáskeresztmetszet tehát terület dimenziójú mennyiség, amelyik klasszikus esetben szemléletes módon összefügg az ütköző részecskék méretével. A differenciális hatáskeresztmetszetet kifejezhetjük a szóródási szög és az ütközési paraméter függvényeként: 
{\displaystyle d\sigma ={\frac {b(\theta )}{\sin \theta }}\left|{\frac {db}{d\theta }}\right|d\Omega }
A távolsággal fordítottan arányos, azaz {\displaystyle V(r)} ~ 1/r potenciál esetén a teljes rugalmas hatáskeresztmetszet végtelennek adódik, mivel {\displaystyle \theta } ~ 0 körül nemcsak a differenciális hatáskeresztmetszet, hanem az integrálja is végtelen. {\displaystyle \theta } akkor tart nullához, amikor a b ütközési paraméter végtelenhez. Az 1/r potenciállal leírható kölcsönhatások, mint a gravitációs és az elektromágneses kölcsönhatás úgynevezett hosszú hatótávolságú kölcsönhatások. 

## Kvantummechanika
A kvantummechanikában a pálya fogalma a határozatlansági reláció miatt elveszti értelmét.  A kvantummechanika viszont egy nem teljesen önkonzisztens elmélet, nem lehet kizárólag saját fogalmaiból kiindulva teljes elméletet alkotni. A kvantummechanika a klasszikus fogalmak között teremt újszerű kapcsolatot. Elsősorban a mérés az, amely visszanyúl a klasszikus fizikához, mert a mérés egy klasszikus makroszkopikus test és egy kvantumobjektum kölcsönhatása.  A kvantummechanikában a kölcsönhatás, például szórás időbeli lefolyásának leírásáról le kell mondanunk, a kvantummechanikai szóráselmélet a bejövő részecskék végtelenbeli kezdőállapotai és a kimenő részecskék végtelenbeli végállapotai között teremt összefüggést a szórásamplitúdón keresztül. A kezdeti és a végállapotot kváziklasszikus hullámfüggvény, a hullámfüggvény aszimptotikus alakja írja le, a szórásamplitúdót pedig a kvantummechanikai hullámegyenlettel pl. a nemrelativisztikus kvantummechanikában a Schrödinger-egyenlettel számolhatjuk ki. A kezdeti és végállapotot is tartalmazó hullámfüggvény aszimptotikus alakja, azaz amihez szórócentrumtól való távolság nagy, végtelenbe tartó értéke esetén a hullámfüggvény alakja közelít: 
{\displaystyle \psi \approx e^{ikz}+{\frac {f(\theta )}{r}}e^{ikr}}
ahol az első tag a bejövő síkhullám, a második pedig a kimenő gömbhullám. Ez a lehető legáltalánosabb alak, ha a spint nem vesszük figyelembe. A hullámfüggvény normálása itt olyan, hogy a hullám áramsűrűsége a v sebességgel egyezik meg. Annak a valószínűsége, hogy a szóródó részecske a {\displaystyle d\Omega } térszögelemen, a {\displaystyle dS=r^{2}d\Omega } felületen egységnyi idő alatt áthaladjon: 
{\displaystyle dn=v{\bigg |}{\frac {f(\theta )}{r}}{\bigg |}^{2}dS=v|f(\theta )|^{2}d\Omega }
a differenciális hatáskeresztmetszet pedig: 
{\displaystyle d\sigma ={\frac {dn}{j_{0}}}={\frac {dn}{v}}=|f(\theta )|^{2}d\Omega }
ahol :{\displaystyle f(\theta )} a konkrét {\displaystyle V(r)} potenciál ismeretében a Schrödinger-egyenlettel határozható meg, a teljes hatáskeresztmetszet pedig: 
{\displaystyle \sigma =2\pi \int _{0}^{\pi }|f(\theta )|^{2}\sin \theta d\theta }

## Parciális hatáskeresztmetszet

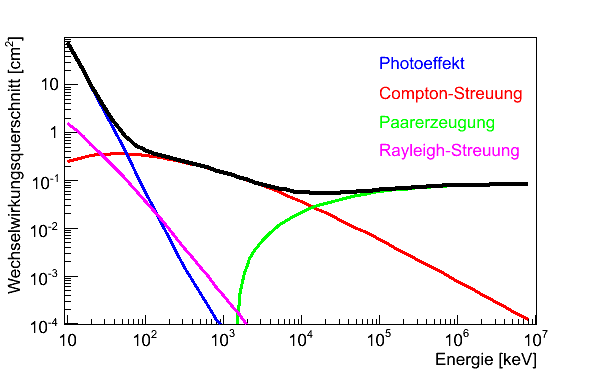
A fotonszórás különböző esetei: a fotoeffektus, Compton-szórás, Rayleigh-szórás és párkeltés parciális hatáskeresztmetszete

Különösen a részecskefizikában és a magfizikában a szórási folyamatok rendkívül sokféle végállapothoz vezethetnek. A szórás lehet rugalmas, rugalmatlan és mélyen rugalmatlan. Utóbbi esetben új részecskék keletkeznek, egyesek pedig eltűnnek, ezért a mélyen rugalmatlan folyamatok száma rendkívül nagy lehet. Minden említett folyamatnak kiszámolható a hatáskeresztmetszete, ezeket egyenként az adott folyamat parciális hatáskeresztmetszetének hívjuk. Ezek összege az adott ütközés vagy szórás teljes hatáskeresztmetszete. Minden ilyen folyamat hatáskeresztmetszete a bejövő részecskék teljes tömegközépponti energiájának függvénye. A mélyen rugalmatlan folyamatok egy részére – amelyek új részecskék keletkezésével járnak – jellemző, hogy bizonyos összenergia alatt nem mehetnek végbe, mert ezt az energiamegmaradás törvénye megtiltja. Amikor azonban az összenergia eléri a keltendő részecskék nyugalmi tömegének összegét, akkor a folyamat lehetségessé válik. Ezt az energiát az adott folyamat küszöbenergiájának hívjuk. Ezen a ponton az energia függvényében a parciális hatáskeresztmetszet a nulláról gyorsan valamilyen véges pozitív értékre emelkedik. Az általában könnyebben mérhető teljes hatáskeresztmetszet ennek következtében ezen a ponton szintén ugrásszerűen emelkedik, amennyiben az összegben ennek láthatóságát más folyamatok gyors csökkenése el nem nyomja.